# Badezusatz

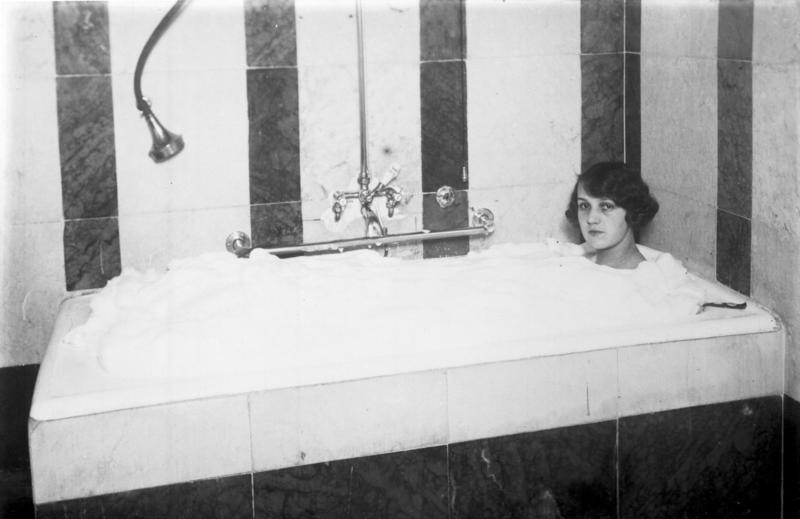
Badezusätze werden dem Badewasser zugegeben.

Badezusätze für erwachsene Menschen werden in ca. 80 Liter Badewasser gelöst. Dabei wird zwischen einfachen Badezusätzen, bei denen viel Schaum gewünscht wird, und Badezusätzen für medizinische Bäder unterschieden. Einfache Badezusätze kommen bereits vor dem Einfüllen des Badewassers in die Badewanne, während Badezusätze für medizinische Bäder erst nach dem Einlassen dem Bad zugesetzt werden, damit die ätherischen Öle nicht bereits beim Befüllen der Badewanne verdunsten.

## Einfache Badezusätze

### Schaumbäder/Cremebäder

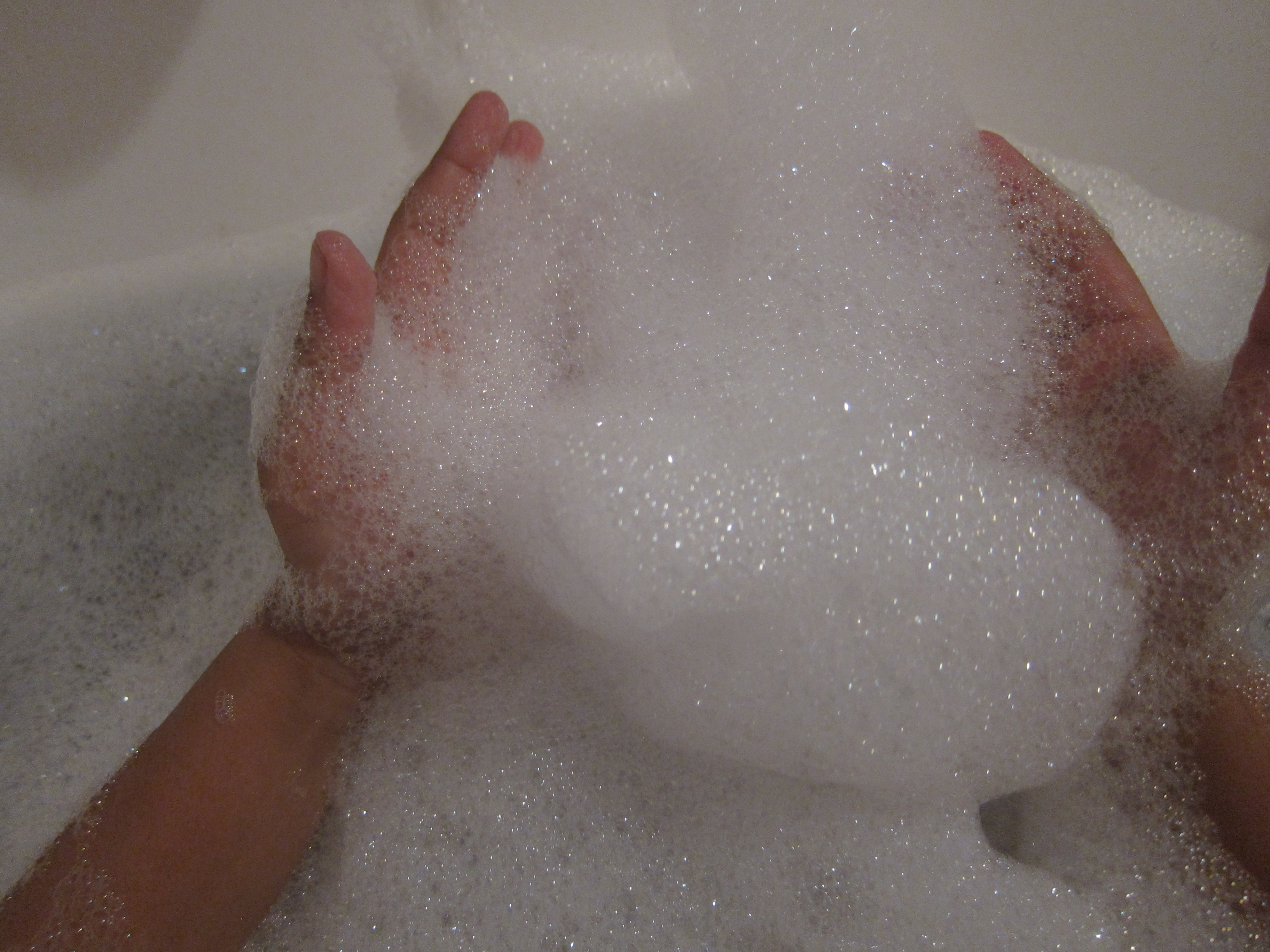
Schaumbäder zeichnen sich durch einen feinen, beständigen Schaum aus.

Schaumbäder und Cremebäder bestehen in der Regel aus einer hohen Konzentration synthetischer Tenside, die durch das Badewasser stark verdünnt werden. Je nach Qualität können unterschiedliche Wirkstoffkomponenten zugesetzt sein. Besondere Zusätze sind Verdicker, Konsistenzverbesserer, Gel-Bildner, Parfum, Perlglanz- und Trübungsmittel. Um einen feinen, beständigen Schaum zu erhalten, sind außerdem Schaumstabilisator und Schaumbildner enthalten. Die Geruchskomponenten wirken eher entspannend und beruhigend.

### Badeöl
Badeöle zeichnen sich durch sehr hohe Lipidanteile aus, teilweise bis zu 100 %. Damit sich diese Öle im Wasser verteilen können, sind ihnen Emulgatoren zugesetzt. Badeöle werden bei sehr trockenen Hauttypen empfohlen. Sie haben durch die Emulgatoren einen leichten Reinigungseffekt. Badeöle schäumen nicht. Nach einem Ölbad sollte die Haut nur vorsichtig abgetupft werden, damit das Öl einziehen kann und die Haut pflegt und fettet.

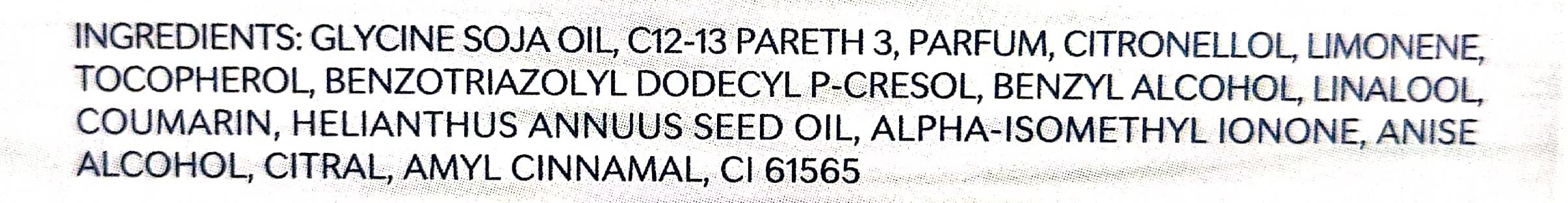
INCI-konforme Angabe eines Badeöls.

### Badeperlen
Badeperlen sind Kugeln oder Fantasieformen, die mit einer öligen, wasserfreien Flüssigkeit gefüllt sind. Diese Flüssigkeit enthält Emulgatoren, Lipide, Parfum- und Farbstoffe. Die Hülle besteht aus wasserlöslicher Gelatine und Glycerin. Die Flüssigkeit im Inneren ist lipophil und kann die lipophobe Gelatine nicht angreifen. Wenn die Badeperle ins Badewasser fällt, löst sich die hydrophile Gelatinehülle langsam auf und gibt die Lipidlösung frei, die sich durch die darin enthaltenen Emulgatoren im Wasser verteilen kann.

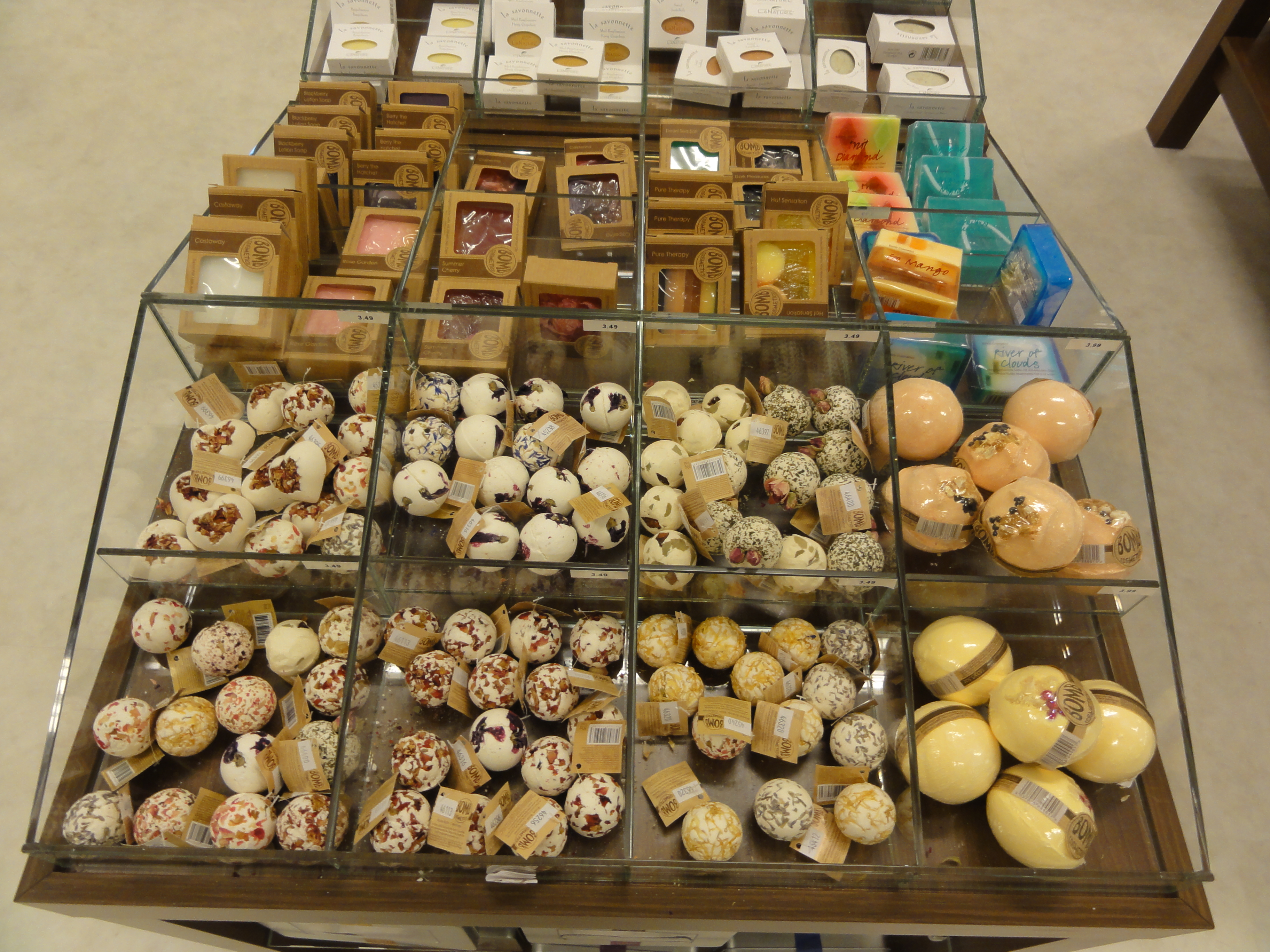
Badekugeln lösen sich im Wasser sprudelnd.

### Badekugel
Badekugeln sind trockene Kugeln, die ins Badewasser gegeben werden. Sie enthalten Zitronensäure aus Zuckerrüben und Mais, wodurch die Badekugeln sich im Badewasser sprudelnd lösen. Außerdem können Parfum, Blüten, Glitzer oder Lebensmittelfarbe enthalten sind, wodurch das Badewasser gefärbt werden kann.

## Badezusätze für medizinische Bäder
Badezusätze für medizinische Bäder können etwa Abkochungen von Fichten- oder Kiefernnadeln, gerbstoffhaltige Substanzen, Kleie oder Kohlensäure sein.

### Spreitbäder
Badeöle ohne Emulgatoren sind sogenannte Spreitbäder. Bei ihrer Anwendung entsteht ein Fettfilm auf dem Badewasser, der beim Verlassen des Badewassers auf der Haut haftet. Spreitbäder sind als medizinische Ölbäder für sehr trockene Hauttypen im Handel. Sie wirken nicht reinigend. In der Badewanne bleibt ein Fettrand zurück.  Spreitbäder schäumen nicht.

### Indikationsbäder/Wellnessbäder
Bäder mit hohen Anteilen an ätherischen Ölen werden beispielsweise gegen Erkältung, Rheuma, Muskelschmerzen, Stress, zur Entspannung oder Belebung verkauft. In der Regel sind neutrale oder amphotere Tenside in geringen Konzentrationen zugesetzt, um die homogene Verteilung der lipophilen ätherischen Öle im Badewasser zu ermöglichen.

### Badebeutel
Badebeutel oder Badekräuterbeutel sind überdimensionale „Teebeutel“ für die Badewanne, die mit doppelt gelegtem Mull auch leicht selbst hergestellt werden können. Fein geschnittene, getrocknete Kräuter werden zusammen mit anderen Wirkstoffen wie Meersalz, Ölen, Pflanzenwirkstoffen, Parfum und Farbstoffen zu einem trockenen, grobem Pulver verarbeitet und portionsweise in feine Vliesbeutel eingeschlossen. Diese werden nach Bedarf in das heiße Badewasser gelegt und immer wieder ausgedrückt. Mit Badebeuteln kann man sich während des Badens zusätzlich die Haut massieren.